# Liste der Kulturgüter in Flawil
Die Liste der Kulturgüter in Flawil enthält alle Objekte in der Gemeinde Flawil im Kanton St. Gallen, die gemäss der Haager Konvention zum Schutz von Kulturgut bei bewaffneten Konflikten, dem Bundesgesetz vom 20. Juni 2014 über den Schutz der Kulturgüter bei bewaffneten Konflikten sowie der Verordnung vom 29. Oktober 2014 über den Schutz der Kulturgüter bei bewaffneten Konflikten unter Schutz stehen.
Objekte der Kategorien A und B sind vollständig in der Liste enthalten, Objekte der Kategorie C fehlen zurzeit (Stand: 1. Januar 2023).

## Kulturgüter
| Foto |                                                                               | Objekt                                             | Kat. | Typ | Standort                                    | Beschreibung                                                                                              |
| ---- | ----------------------------------------------------------------------------- | -------------------------------------------------- | ---- | --- | ------------------------------------------- | --- |
| ja   | Datei hochladen · Wikidata zu Altes Rathaus (Q29523736)                       | Altes Rathaus KGS-Nr.: 08125                       | A    | G   | Burgau 1631 733630 / 252072                 | |
| ja   | Datei hochladen · Wikidata zu Gasthof Hirschen (Q29523740)                    | Gasthof Hirschen KGS-Nr.: 09401                    | A    | G   | Oberglatt 1679 733370 / 252666              | |
| ja   | Datei hochladen · Wikidata zu Burgau, mittelalterliche Burgstelle (Q67772091) | Burgau, mittelalterliche Burgstelle KGS-Nr.: 00255 | B    | F   | Burgau 734230 / 251410                      | |
| ja   | Datei hochladen · Wikidata zu Kühnishaus (Q29786449)                          | Kühnishaus KGS-Nr.: 08126                          | B    | G   | Gupfengasse 1 731990 / 252790               | |
| ja   | Datei hochladen · Wikidata zu Reformierte Kirche (Q29786450)                  | Reformierte Kirche KGS-Nr.: 08128                  | B    | G   | St. Gallerstrasse 72.1 732362 / 252699      | |
| ja   | Datei hochladen · Wikidata zu Kommandantenhaus (Q29786445)                    | Kommandantenhaus KGS-Nr.: 14021                    | B    | G   | Gupfengasse 8 731973 / 252787               | |
| ja   | Datei hochladen · Wikidata zu Katholische Kirche St. Laurentius (Q29786444)   | Katholische Kirche St. Laurentius KGS-Nr.: 14022   | B    | G   | Enzenbühlstrasse 20.2, 20.1 731679 / 253271 | |
| ja   | Datei hochladen · Wikidata zu Reformierte Kirche (Q29786451)                  | Reformierte Kirche Oberglatt KGS-Nr.: 14023        | B    | G   | Oberglatt 1.1 733479 / 252669               | |
| ja   | Datei hochladen · Wikidata zu Wissbachbrücke - Teil Flawil (Q130629723)       | Wissbach-Holzbrücke KGS-Nr.: 14024                 | B    | G   | Wissbach 735425 / 250540                    | Objekt liegt hälftig auf dem Gemeindegebiet von Herisau im Kanton Appenzell Ausserrhoden (KGS-Nr. 00461). |